# 土曜ジャーナル
『土曜ジャーナル』（どようジャーナル）は、NHKラジオ第1放送で毎週土曜日22:15 - 22:55に放送された情報番組である。

## 概要
同番組では、最近の世相の話題の中から特に注目を集めているテーマにスポットライトを当て、ルポルタージュを軸に専門家・有識者の解説を交えて検証していく。
レギュラー放送は1995年4月1日開始、2008年3月で終了、同年4月以後は随時単発特集として放送した（同枠では原則として『ラジオ文芸館』を放送した。元々同枠で放送された『ラジオアングル』で月に1回程度、『ラジオアングル文芸館』として放送はされた）。

## 関連番組
- NHKジャーナル（平日22時台）